# Magdalena Grabowska
Magdalena Grabowska z d. Kumiet (ur. 18 września 1980) – polska szpadzistka, trzykrotna medalistka mistrzostw Europy. 
Zawodniczka AZS-AWF Warszawa. Jej pierwszym większym sukcesem było mistrzostwo Polski do lat 20 w 1998. Czterokrotnie wystąpiła w turnieju drużynowym mistrzostw świata (2003 - 6 m., 2005 - 5 m., 2007 - 8 m., 2008 - 4 m.), w trzech startach indywidualnych (2003, 2005, 2007) nie odniosła sukcesów. W mistrzostwach Europy zdobyła natomiast brązowy medal indywidualnie w 2005, a także srebrny (2005) i brązowy (2003) drużynowo. Jest sześciokrotną drużynową mistrzynią Polski (2000, 2001, 2003, 2005, 2007, 2008), a indywidualnie zdobyła jeden brązowy medal (2000). W 2004 wygrała indywidualnie dwa turnieje Pucharu Świata - w Pradze i Londynie.  